# Audrys Šimas
Audrys Šimas (* 1961 in Klausučiai, Rajongemeinde Biržai) ist ein litauischer Politiker.

## Leben
Audrys Šimas lebte in Kirdonys bei Biržai. 1979 machte er sein Abitur in Biržai. Nach der Schule arbeitete er und wurde Unternehmer. Sein Unternehmen war UAB „Šalva“, das er als Direktor leitete. Audrys Šimas absolvierte auch ein Studium von 1987 bis 1999 am Technikum Buivydiškės (jetzt Kolleg Vilnius). Er war Leiter einer Gemeinde in Kirdonys. Ab 2011 war er Mitglied im Rat der Rajongemeinde Biržai und leitete dort einen Ausschuss. Seit 2016 ist er Mitglied im Seimas.
Audrys Šimas ist Mitglied der Partei Lietuvos valstiečių ir žaliųjų sąjunga.

## Familie
Audrys Šimas ist verheiratet. Mit seiner Frau Lina hat er zwei Kinder.